# プティアミジャパン
プティアミジャパンは、ジュニアアイドルの写真集やDVDを製作しているメーカーである。
主に9歳 - 14歳のロリータ世代の少女たちのジュニアアイドル写真集を作っている。佐々木大輔撮影によるカンボジア少女シリーズ『世界美少女発見! MEKONG』シリーズは有名で、アチューなどのロリータアイドルを生んでいる。児童買春、児童ポルノに係る行為等の処罰及び児童の保護等に関する法律以降の製作でヌードはない。
MEKONGシリーズには「vol.16 リン9歳」「vol.15 ポッパー11歳」「vol.14 スレイリア10歳」「 vol.13 レアキーナ11歳」「vol.12 ネイ12歳」「 vol.11 チャンティーア11歳」「 vol.10 モーリカ11歳」「 vol.9 マイマイ11歳 」「 vol.8 ペア10歳 」「 vol.7 チャナ12歳 」「 vol.6 カンボジアからの風 13歳になったアチュー 」「 vol.5 ペア9歳、他」「 vol.2 ムン12歳 」「 vol.1 アチュー12歳 」などがある。

## 人気作品
- 「まる10歳。MARU」
- 「Cherry 桜子12歳」
- 「CHAPPY 高山梓8歳」
- 「Chu！チュ！1 金谷美緒11歳・中野ほのか13歳」
- 「微笑メール 山崎彩夏14歳＆木下尚美12歳」
- 「丹野さゆり 11歳」
- 「山中咲希 9歳」
- 「tomoko 山崎智子14歳」
- 「Mari Kubokawa 14 years old 久保川真吏14歳」
- 「SAKII Listen to my deepest desire-by SAKII」
- 「nina&madoka 落合仁菜 16歳。諏訪円香 15歳」
- 「RIKA＊11 尾崎理花11歳」
- 「momoka＊11 滝ももこ11歳」
- 「midori*14 Forever your eyes… 山野みどり14歳」
- 「yuuki*14 君の中の未来を… 中村由季14歳」
- 「伊藤彩 13歳」
- 「RIYAKO*13 shirayuri 堀内梨弥子14歳」
- 「SAYAKA&ERIKA 二瓶沙耶加＆絵里加11歳」
- 「Beyond your eyes 滝みなみ13歳」
- 「Eyes on me 西美梨菜12歳」